# منطقة محمية بشكل خاص ذات أهمية متوسطية

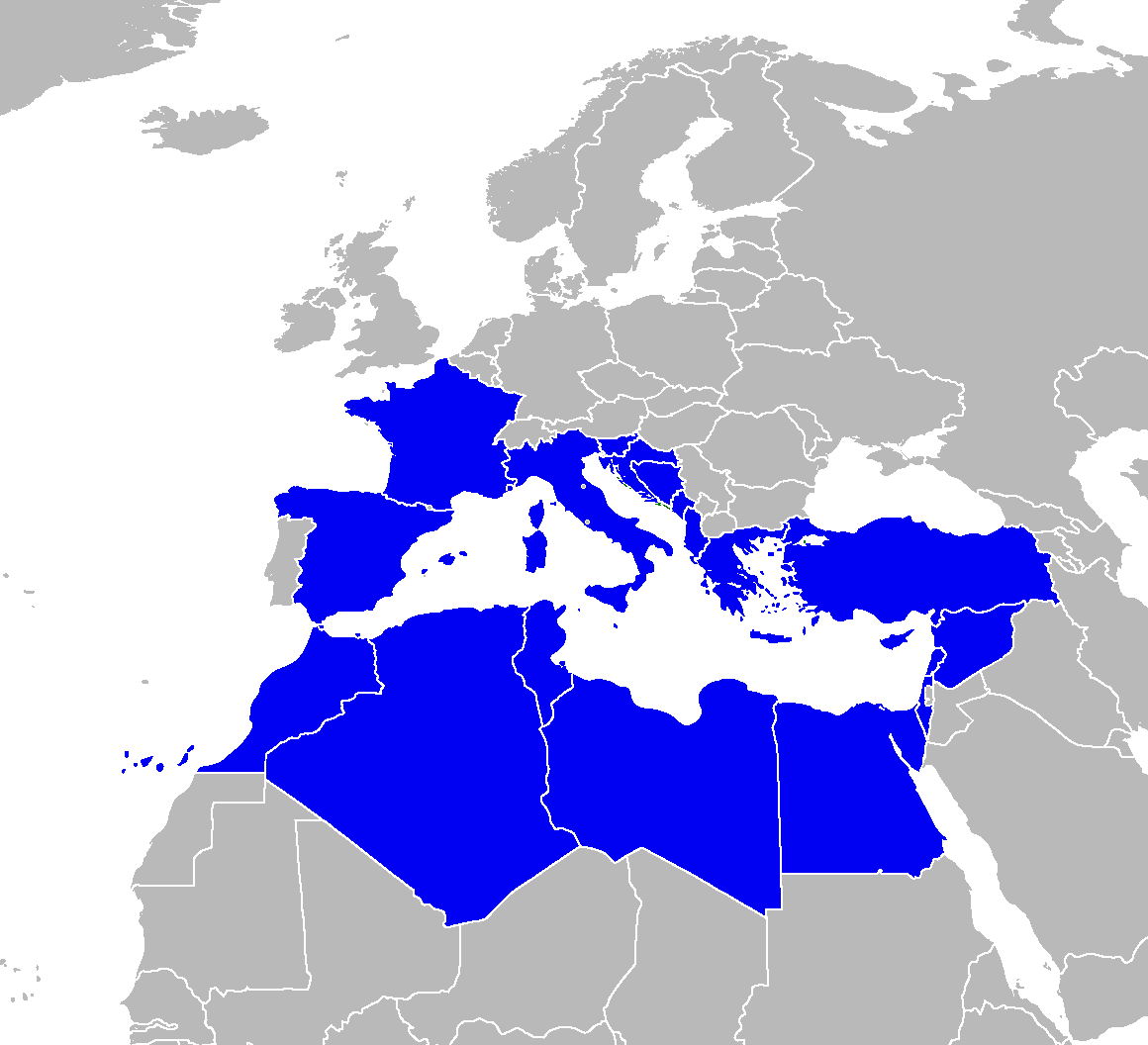
خريطة توضح الدول التي تطل على البحر الأبيض المتوسط

منطقة محمية بشكل خاص ذات أهمية متوسطية (بالإنجليزية: Specially Protected Areas of Mediterranean Importance)‏ هي مواقع «ذات أهمية للحفاظ على مكونات التنوع البيولوجي في البحر الأبيض المتوسط، تحتوي على أنظمة إيكولوجية خاصة بمنطقة البحر الأبيض المتوسط أو موائل الأنواع المهددة بالانقراض، ذات أهمية خاصة على المستويات العلمية أو الجمالية أو الثقافية أو التعليمية».

## السياق
تعد البروتوكولات جزءًا من جهد دولي أوسع يهدف إلى حماية البحر الأبيض المتوسط، أي خطة عمل البحر المتوسط، برنامج ينسقه برنامج الأمم المتحدة للبيئة تعود أصوله إلى اتفاقية برشلونة لعام 1976 للحماية من التلوث في البحر الأبيض المتوسط. توجد خطط مماثلة للبحار الإقليمية الأخرى حول العالم. كما تم اعتماد معاهدات وبروتوكولات تنص على حماية مواقع محددة ومعينة في هذه المناطق.

## قائمة المناطق المحمية بشكل خاص ذات الأهمية المتوسطية
ينص بروتوكول 1995 على إنشاء قائمة المناطق المحمية بشكل خاص ذات الأهمية المتوسطية والتي يمكن إنشاؤها داخل مناطق السيادة الوطنية وفي أعالي البحار، يتم اتخاذ قرار إدراج منطقة في القائمة بالإجماع من قبل الأطراف المتعاقدة خلال اجتماعاتهم الدورية. إن تدابير الحماية والإدارة المطبقة في المناطق المحمية هي تلك التي تحددها الدول التي تقترحها ولكن على جميع الأطراف الالتزام بهذه الإجراءات.
محمية الحيتان في البحر الليغوري هي أكبر مواقع المناطق المحمية بشكل خاص ذات الأهمية المتوسطية.

## مركز النشاط الإقليمي للمناطق المحمية بشكل خاص
مركز النشاط الإقليمي للمناطق المحمية بشكل خاص (RAC-SPA) تم تأسيسها من قبل الأطراف المتعاقدة في اتفاقية برشلونة من أجل مساعدة دول البحر الأبيض المتوسط على تنفيذ بروتوكول 1995. يقع مقرها في مدينة تونس، كجزء من اتفاقية استضافة وقعت في عام 1991 بين تونس وبرنامج الأمم المتحدة للبيئة.